# Pleše z volkovi
Pleše z volkovi (angleško Dances with Wolves) je ameriški epski vestern iz leta 1990, ki ga je režiral, produciral in v njem odigral glavno vlogo Kevin Costner v svojem režiserskem debiju. Film je priredba istoimenskega romana iz leta 1988 Michaela Blakea in prikazuje zgodbo poročnika unionistične vojske ZDA Johna J. Dunbarja, ki potuje na Divji zahod v iskanju vojaške pošte, in njegov odnos do ljudstva Lakota. Večina dialogov je v jeziku Lakota. 
Snemanje je potekalo med julijem in novembrom 1989 v Južni Dakoti in Wyomingu. Film je bil premierno predvajan 19. oktobra 1990 in se izkazal za finančno zelo uspešnega z več kot 424 milijona USD prihodkov ob 22-milijonskem proračunu in dobil tudi dobre ocene kritikov, ki so pohvalili Costnerjevo režijo, igro, scenarij in produkcijo. Na 44. podelitvi je bil nominiran za oskarja v dvanajstih kategorijah, osvojil pa nagrade v sedmih, za najboljši film, režijo, prirejeni scenarij, montažo, fotografijo, izvirno glasbeno podlago in mešanje zvoka. Nominiran je bil tudi za šest zlatih globusov, od katerih je osvojil nagrade za najboljši dramski film, režijo in scenarij. Leta 2007 ga je ameriška Kongresna knjižnica izbrala za ohranitev v okviru Narodnega filmskega registra zavoljo njegove »kulturne, zgodovinske ali estetske vrednosti«.

## Vloge
- Kevin Costner kot por. John J. Dunbar/Dances With Wolves (Lakota: Šuŋgmánitu Tȟáŋka Ób Wačhí)
- Mary McDonnell kot Stands With A Fist (Napépȟeča Nážiŋ Wiŋ)
- Graham Greene kot Kicking Bird (Ziŋtká Nagwáka)
- Rodney A. Grant kot Wind In His Hair (Pȟehíŋ Otȟáte)
- Floyd Red Crow Westerman kot Chief Ten Bears (Matȟó Wikčémna)
- Tantoo Cardinal kot Black Shawl (Šiná Sápa Wiŋ)
- Jimmy Herman kot Stone Calf (Íŋyaŋ Ptehíŋčala)
- Nathan Lee Chasing His Horse kot Smiles A Lot (Iȟá S'a)
- Michael Spears kot Otter (Ptáŋ)
- Jason R. Lone Hill kot Worm (Waglúla)
- Charles Rocket kot por. Elgin
- Robert Pastorelli kot Timmons
- Tony Pierce kot Spivey
- Larry Joshua kot Bauer
- Kirk Baltz kot Edwards
- Tom Everett kot nar. Pepper
- Maury Chaykin kot major Fambrough
- Wes Studi kot Toughest Pawnee
- Wayne Grace kot župan